# Європейський фіскальний пакт
До́гові́р про стабі́льність, координа́цію та управлі́ння в економі́чному та монета́рному союзі; також відомий як ДСКУ, або простіше До́гові́р про фіна́нсову стабі́льність — міжурядовий договір, представлений як нова суворіша версія Пакту про стабільність і зростання, підписаного 2 березень 2012 р. усіма державами-членами Європейського Союзу (ЄС), крім Чехії. Договір набув чинности 1 січня 2013 року для 16 держав, які завершили ратифікацію до цієї дати. Станом на 3 квітня 2019 року його було ратифіковано та набуло чинности для всіх 25 підписантів, а також для Хорватії, яка приєдналася до ЄС у липні 2013 року, та Чеської Республіки.
Фіскальний пакт є фіскальним розділом Договору (Розділ III). Він зобов’язує 23 країни-члени: 20 держав-членів єврозони, а також Болгарію, Данію та Румунію, які вирішили приєднатися. Він супроводжується низкою загальних принципів.
Держави-члени, пов’язані Фіскальним пактом, мають перенести положення Фіскального пакту до національного законодавства. Зокрема, національний бюджет має бути збалансованим або профіцитним, згідно з визначенням договору. Необхідно встановити механізм автоматичної корекції для виправлення потенційних значних відхилень. Національна незалежна моніторингова установа повинна здійснювати фіскальний нагляд. Угода визначає збалансований бюджет як загальний бюджетний дефіцит, що не перевищує 3,0% валового внутрішнього продукту (ВВП), і структурний дефіцит, що не перевищує середньострокову бюджетну ціль (СБЦ) для конкретної країни, яка може бути встановлена на рівні 0,5% ВВП для країн із співвідношенням боргу до ВВП, що перевищує 60%, або максимум 1,0% ВВП для країн із рівнем боргу в межах 60%. 
Договір визначає збалансований бюджет як загальний бюджетний дефіцит, що не перевищує 3,0% валового внутрішнього продукту (ВВП), і структурний дефіцит, що не перевищує середньострокову бюджетну ціль (СЦБ) для конкретної країни, яка може бути встановлена на рівні 0,5% ВВП для держав із відношенням боргу до ВВП, де коефіцієнт перевищує 60% – або щонайбільше 1,0% ВВП для держав із рівнем боргу в межах 60%-ного ліміту. ССО для окремих країн перераховуються кожні третій рік і можуть бути встановлені на рівнях, вищих за максимальну широту, дозволену договором. Договір також містить пряму копію критеріїв «боргового гальма», викладених у Пакті про стабільність і зростання, який визначає швидкість, з якою рівень боргу перевищує ліміт у 60% ВВП.
Якщо бюджет або кошторис будь-якої держави, що ратифікувала угоду, не відповідає критеріям дефіциту або боргу, держава зобов'язана виправити ситуацію. Якщо держава порушує критерії на момент набрання чинності договором, виправлення вважатиметься достатнім, якщо вона забезпечить достатньо значні щорічні покращення, щоб залишатися на заздалегідь визначеному для країни «шляху адаптації» до обмежень на середньостроковому горизонті. Якщо держава зазнає значної рецесії, вона буде звільнена від вимоги здійснювати фіскальну корекцію доти, доки вона триває.
Незважаючи на те, що вони є міжнародним договором поза правовою базою ЄС, усі положення договору функціонують як розширення існуючих нормативних актів ЄС, використовуючи ті самі інструменти звітності та організаційні структури, які вже створені в ЄС у трьох сферах: бюджетна дисципліна, яку забезпечує Пакт стабільності та зростання (розширений Розділом III), Координація економічної політики (розширений Розділом IV) та Управління в рамках ЄВС (розширений Розділом V). У договорі зазначено, що сторони, які його підписали, намагатимуться включити Фіскальний пакт до правової бази ЄС на основі оцінки досвіду його впровадження до 1 січня не пізніше 2018 року. До 2017 року було визначено, що лише Розділ 3 можна легко включити, оскільки в іншому випадку знадобляться зміни в договорі. Розділ 3 Фіскального договору згодом було включено до законодавства ЄС як частину реформ системи економічного управління (Регламент (ЄС) 2024/1263, Директива Ради (ЄС) 2024/1265 та Регламент Ради (ЄС) 2024/1264) станом на 4 квітня 2024 року.

## Історія

### Передумови
Монетарна політика в єврозоні (держави ЄС, які прийняли євро) визначається Європейським центральним банком (ЄЦБ). Таким чином, встановлення процентних ставок центрального банку та пом’якшення монетарної політики є виключною компетенцією ЄЦБ, тоді як оподаткування та державні витрати залишаються переважно під контролем національних урядів у межах збалансованого бюджету, встановленого Пактом стабільності та зростання. ЄС має валютний союз, але не має фіскального союзу.
У жовтні 2007 року тодішній президент ЄЦБ Жан-Клод Тріше наголосив на необхідності подальшої економічної та фінансової інтеграції Європейського Союзу (ЄС) у певних сферах (серед іншого, мобільність і гнучкість робочої сили та досягнення конвергенції роздрібного банківського обслуговування). Якби цієї фіскальної політики дотримувалися всі країни-члени, ЄЦБ вважав, що це підвищить їх конкурентоспроможність. У червні 2009 року журнал The Economist опублікував рекомендації, в яких пропонувалося Європі створити фіскальний союз, що включає: «Фонд допомоги, банківський союз, механізм для забезпечення однакової розумної фіскальної та економічної політики, яку однаково проводять усі держави, і спільний випуск єврооблігацій». Анджел Убіде з Інституту міжнародної економіки Петерсона приєднався до цієї думки, припустивши, що довгострокова стабільність у єврозоні потребує спільної фіскальної політики, а не контролю над портфельними інвестиціями.

### Відповідь на кризу державного боргу
Починаючи з початку 2010 року, пропозиція створити значно більший фіскальний союз, принаймні в єврозоні, розглядалася багатьма як природний наступний крок у європейській інтеграції або як необхідне рішення для подолання європейської кризи суверенного боргу 2010 року. У поєднанні з ЕМС фіскальний союз, на думку авторів звіту Blueprint, призведе до значно більшої економічної інтеграції. Однак процес побудови фіскального союзу вони розглядають як довгостроковий проект. У листопаді 2012 року президенти ЄЦБ, Комісії, Ради та Єврогрупи опублікували проєкт поглибленого та справжнього ЕМС, у якому окреслено елементи фіскального союзу, який може бути досягнутий у коротко-, середньо- та довгостроковій перспективі. У короткостроковій перспективі (0–18 місяців) розглядалися лише пропозиції в межах існуючої компетенції договорів ЄС, тоді як більш широкі пропозиції, що вимагали внесення змін до договорів, розглядалися лише протягом більш тривалого періоду часу.
У звіті зазначається, що потенційне запровадження спільного випуску єврооблігацій з терміном погашення 1 рік може бути реалізоване в середньостроковій перспективі (за 18 місяців - 5 років), тоді як єврооблігацій з терміном погашення 10 років можуть бути реалізовані як завершальний крок у довгостроковій перспективі (більш ніж за 5 років). На думку авторів звіту Blueprint, кожен крок ЄС у напрямку розподілу спільного боргу, першим з яких передбачається надання спільних гарантій погашення боргу у поєднанні з «фондом погашення надмірного боргу» або «випуском деяких короткострокових єврооблігацій», повинен супроводжуватися посиленням координації та гармонізацією фіскальної та економічної політики в єврозоні. Таким чином, дві реформи Пакту про стабільність і зростання, відомі як шестипакет (який набув чинності в грудні 2011 року) і два пакети (запланований набуття чинности влітку 2013 року), а також Європейський фіскальний пакт (договір, який значною мірою відображає ці дві реформи ЄС), на думку авторів звіту Blueprint, є першим кроком до розширення спільного використання та дотримання тих самих фіскальних правил і економічної політики, що, на їхню думку, потенційно відкриває шлях для ратифікації в середньостроковій перспективі нової угоди ЄС, що дозволяє спільний випуск єврооблігацій.

### Розробка пропозиції: Sixpack, Twopack і Fiscal Compact
У березні 2010 року Німеччина представила низку пропозицій щодо вирішення триваючої європейської кризи державного боргу. Вони підкреслили, що намір полягав не у створенні фіскального союзу в короткостроковій перспективі, а в тому, щоб зробити валютний союз більш стійким до криз. Вони стверджували, що попередній Пакт про стабільність і зростання необхідно реформувати, щоб він став більш суворим і ефективним, а натомість має бути заснований Європейський фонд екстреної допомоги для надання допомоги державам, які перебувають у фінансових труднощах, з виплатами допомоги, доступними відповідно до жорстких угод про коригувальні фіскальні заходи – за умови схвалення ЄЦБ та Єврогрупи. У випадку, якщо держава, яка не співпрацює з процедурою надмірного дефіциту (EDP), порушила запропонований шлях коригування до відповідності, вона повинна ризикувати бути оштрафованою або втратити свою виплату згуртованих фондів ЄС і/або втратити своє політичне право голосу в Єврогрупі. Також було зроблено заклик до посилення координації економічної політики між членами єврозони, щоб усі держави брали активну участь у виробленні політики одна одної. Протягом наступних трьох років ці німецькі пропозиції матеріалізувалися в нові європейські угоди чи правила після переговорів з іншими державами-членами ЄС.
Передбачуваний фонд екстреної допомоги Європейський фонд фінансової стабільності (EFSF) був першою пропозицією, погодженою державами-членами ЄС 9 травня 2010 р., а механізм повністю запрацював 4 серпня 2010 р.
У рамках запропонованої реформи Пакту про стабільність і зростання Німеччина також представила пропозицію в травні 2010 року про те, що всі країни єврозони повинні бути зобов’язані прийняти рамковий закон про збалансований бюджет до свого національного законодавства, бажано на конституційному рівні, з метою гарантування майбутнього дотримання пактів, які обіцяють мати чітке обмеження на новий борг, сувору бюджетну дисципліну та збалансовані бюджети. Запровадження запропонованого боргового гальма само по собі передбачалося, щоб передбачати набагато жорсткішу фіскальну дисципліну порівняно з існуючими правилами ЄС, які вимагають, щоб дефіцит не перевищував 3% ВВП.  Пізніше цю пропозицію було прийнято як частину правил Fiscal Compact і Twopack.
Наприкінці 2010 року було внесено пропозиції щодо реформування деяких правил Пакту стабільності та зростання з метою посилення координації фіскальної політики. У лютому 2011 року Франція та Німеччина запропонували «Пакт про конкурентоспроможність» для посилення економічної координації в єврозоні. Іспанія також підтримала запропонований пакт.  Канцлер Німеччини Анґела Меркель також словесно підтримала ідею фіскального союзу, як і різні чинні європейські міністри фінансів і глава Європейського центрального банку.
У березні 2011 року було розпочато нову реформу Пакту стабільності та зростання, спрямовану на посилення правил шляхом прийняття автоматичної процедури накладення штрафів у разі порушення правил дефіциту чи боргу.
Наприкінці 2011 року Німеччина, Франція та деякі інші менші країни ЄС пішли ще далі й пообіцяли створити фіскальний союз у всій єврозоні із суворими й обов’язковими фіскальними правилами та автоматичними штрафними санкціями, закладеними в договорах ЄС. Канцлер Німеччини Ангела Меркель також наполягала на тому, що Європейська комісія та Суд Європейського Союзу повинні відігравати «важливу роль» у забезпеченні виконання країнами своїх зобов’язань.
З огляду на це, сильний нагляд Європейської комісії у сферах податкової та бюджетної політики та пов’язані з цим механізми примусу можуть ще більше порушити суверенітет держав-членів єврозони. Такі аналітичні центри, як Всесвітній форум пенсійних фондів стверджували, що глибокий перегляд Лісабонського договору буде неминучим, якщо Німеччині вдасться нав’язати свої економічні погляди, оскільки сувора ортодоксальність у бюджетному, фіскальному та регуляторному аспектах обов’язково вийшла б за рамки договору в його нинішньому вигляді, таким чином ще більше зменшуючи індивідуальні прерогативи національних урядів.

### Переговори
9 грудня 2011 року на засіданні Європейської ради всі 17 членів єврозони погодили основні контури нової міжурядової угоди про встановлення суворих обмежень на державні витрати та запозичення із штрафними санкціями для тих країн, які порушують ці обмеження. Усі інші країни, що не входять до єврозони, крім Сполученого Королівства, заявили, що також готові приєднатися до неї за умови голосування в парламенті. Спочатку лідери ЄС планували змінити існуючі договори ЄС, але це було заблоковано британським прем’єр-міністром Девідом Кемероном, який вимагав, щоб лондонське Сіті було виключено з майбутніх фінансових правил, включаючи запропонований ЄС податок на фінансові операції, тому тоді було передбачено окремий договір поза формальними інституціями ЄС, як це було з першою Шенгенської угодою в 1985 році.
30 січня 2012 року після кількох тижнів переговорів усі лідери ЄС, за винятком Великобританії та Чехії, схвалили остаточну версію фіскального пакту на Європейському саміті в Брюсселі, хоча договір був відкритий для приєднання будь-якої країни-члена ЄС, а прем’єр-міністр Чехії Петр Нечас заявив, що його країна може приєднатися в майбутньому. Договір стає обов’язковим для держав, які не входять до єврозони, лише після того, як вони приймуть євро як свою валюту, якщо вони не заявлять про свій намір прийняти частину або весь договір раніше. Новий договір був підписаний 2 березня і набуде чинності 1 січня 2013 року, якщо його ратифікують (що потребує схвалення національних парламентів) щонайменше 12 країн, які використовують євро. 31 травня 2012 року в Ірландії пройшов референдум щодо договору, який підтримали 60,3%.
Країни ЄС, які підписали угоду, повинні були ратифікувати її до 1 січня 2013 року. Після того, як країна ратифікувала Договір, вона має ще один рік, до 1 січня 2014 року, щоб запровадити правило збалансованого бюджету у своєму обов’язковому законодавстві. Лише країни, які мають таке правило у своєму правовому кодексі до 1 березня 2013 року, матимуть право подати заявку на фінансову допомогу від Європейського стабілізаційного механізму (ESM).

### Інкорпорація в право Європейського Союзу
Незважаючи на те, що Європейський фіскальний пакт був укладений між 25 із 27 тодішніх держав-членів ЄС, формально він не є частиною законодавства Європейського Союзу. Однак він містить положення про спробу інкорпорувати пакт у законодавство ЄС протягом п’яти років після набуття ним чинності, тобто січня 2018 року.
Оновлений план реформування ЄВС, опублікований у червні 2015 року п’ятьма президентами Ради, Європейською комісією, ЄЦБ, Єврогрупою та Європейським парламентом, окреслив дорожню карту для інтеграції Фіскального договору та угоди про Єдиний механізм вирішення в рамки законодавства ЄС до червня 2017 року та міжурядового Європейського механізму стабільності до 2025 року. У грудні 2017 року було опубліковано пропозицію Європейської комісії щодо включення сутності Фіскального пакту до законодавства ЄС. Розділ 3 Фіскального договору було включено до законодавства ЄС як частину реформ системи економічного управління (Регламент (ЄС) 2024/1263, Директива Ради (ЄС) 2024/1265 та Регламент Ради (ЄС) 2024/1264), які набули чинності 4 квітня 2024 року.

## Зміст
Договір ділиться на 6 розділів. У першому пояснюється, що метою договору є «зміцнення економічної основи економічного та валютного союзу » і що договір має бути повністю обов’язковим для країн єврозони. Розділ II визначає його відношення до законів ЄС і Договорів Європейського Союзу, застосовуючи Фіскальний пакт лише «в тій мірі, в якій він сумісний». Розділ VI містить заключні положення щодо ратифікації та набрання чинності.
Три розділи (III-V) містять правила щодо фіскальної дисципліни, координації та управління.

### Розділ III – Фіскальний договір
- Правило збалансованого бюджету: державні бюджети повинні бути «збалансованими» або мати профіцит. Договір визначає збалансований бюджет як загальний бюджетний дефіцит, що не перевищує 3,0% валового внутрішнього продукту (ВВП), і структурний дефіцит, що не перевищує середньострокову бюджетну ціль (СЦБ) для конкретної країни, яка може бути встановлена на рівні 0,5% ВВП для держав із відношенням боргу до ВВП коефіцієнт перевищує 60% – або щонайбільше 1,0% ВВП для держав із рівнем боргу в межах 60%-ліміту. Кожні три роки перераховуються середньострокові показники для окремих країн і можуть бути встановлені на більш суворих рівнях порівняно з тими, що дозволені договором. Це правило ґрунтується на існуючому правилі дефіциту Пакту про стабільність і зростання (ПСР), де концепція ССП для конкретних країн була інтегрована в превентивну частину пакту в 2005 році з верхньою межею структурного дефіциту в 1,0% ВВП, що застосовується до всіх країн-членів єврозони та ERM-II. Нововведенням Фіскального договору було запровадження змінної верхньої межі, яка залежить від рівня боргу держави. Порівнюючи нове правило БПО Фіскального пакту з БПО ПСП для конкретних країн у 2012 році, можна зробити висновок, що якби фіскальні положення договору застосовувались одразу до всіх країн-членів ЄС, але лише Угорщина та Сполучене Королівство були б зобов'язані запровадити жорсткіший БПО (переглянувши його до 0,5% від ВВП).[50] Відповідно до Пакту стабільності та зростання, що вже застосовується, держави-члени, які ще не досягли свого MTO, повинні забезпечити швидке наближення до нього, причому часові рамки для цього «шляху коригування» визначаються Радою на основі пропозиції Європейської комісії з урахуванням ризиків для стійкості, характерних для конкретної країни.
- Правило боргового гальмування: Держави-члени, у яких відношення валового боргу до ВВП загального державного управління перевищує контрольний рівень 60% в останньому зареєстрованому фінансовому році, повинні зменшувати його в середньому принаймні одну двадцяту (5%) на рік від перевищених процентних пунктів, де розрахований середній період має бути або 3 ‑ річним періодом, що охоплює останній фінансовий рік і прогнози на поточний і наступний роки, або останні три фінансові роки. Зростання рівня боргу для обох ковзних 3 ‑ річних періодів дозволено до тих пір, поки співвідношення боргу до ВВП країни-члена не перевищує 60% в останньому зареєстрованому фінансовому році. Якби Європейська Комісія вирішила, що проміжні значення в 3 ‑ річних періодах не повинні мати прямого впливу на вимогу скорочення наприкінці періоду, тоді формула була б досить простою (тобто, якщо відношення боргу до ВВП, зафіксоване як 80% на кінець року, що передує останньому фінансовому року, тоді воно повинно за період, що охоплює останній фінансовий рік, і наступні прогнозовані два роки зменшуватися щонайменше на: 1/20 * (80% ‑ 60%) = 1,0 відсоткового пункту на рік, що призведе до обмеження 77,0% через три роки). Оскільки Європейська комісія вирішила, що проміжні значення за 3 ‑ річні періоди також мають впливати на остаточну вимогу щодо скорочення боргу, вони запропонували таку дещо складнішу формулу розрахунку порівняльного показника:[51][52]

- Формула ретроспективної перевірки контрольного показника скорочення боргу (bbt):
 bb t = 60% + 0,95*(b t-1 -60%)/3 + 0,95 2 *(b t-2 -60%)/3 + 0,95 3 *(b t-3 -60%)/3.
 Значення bb – це розрахована межа контрольного показника для року t .
 Формула містить три індекси t-року для зворотної перевірки.
- Формула форвардної перевірки для контрольного показника скорочення боргу (bbt+2):
 bb t+2 = 60% + 0,95*(b t+1 -60%)/3 + 0,95 2 *(b t -60%)/3 + 0,95 3 *(b t-1 -60%)/3 .
 Під час перевірки вперед застосовується та сама формула, що й формула перевірки назад, але всі індекси t-року переносяться на два роки вперед.
- Рік, який згадується як t у наведеній вище формулі ретроспективного та прогнозного прогнозів, завжди є останнім завершеним фінансовим роком із доступними даними про результати. Наприклад, ретроспективна перевірка, проведена у 2024 році, завжди перевірятиме, чи дані про результати за завершений 2023 фінансовий рік (t) відображають співвідношення боргу до ВВП (bt) на рівні, що відповідає «еталонному показнику скорочення боргу за 2023 рік» (bbt), розрахованому на основі даних про результати для співвідношення боргу до ВВП за 2020+2021+2022 роки, тоді як перспективна перевірка, проведена у 2024 році, стосуватиметься того, чи відповідатимуть прогнозні дані за 2025 рік (bt+2) «орієнтиру скорочення боргу на 2025 рік» (bbt+2), розрахованому на основі даних про відношення боргу до ВВП за 2022+2023+2024 роки. Слід зазначити, що щоразу, коли вхідне значення b (співвідношення боргу до ВВП) фіксується/прогнозується нижче 60%, його вхідні дані повинні бути замінені фіктивним значенням 60% у формулі.
- Крім ретроспективної перевірки відповідності боргового гальма (bt{\displaystyle \scriptscriptstyle \leq } bb t) і перспективна перевірка відповідності гальмування боргу (bt+2{\displaystyle \scriptscriptstyle \leq }bbt+2), третя циклічно скоригована ретроспективна перевірка боргового гальма (b*t{\displaystyle \scriptscriptstyle \leq }bbt) також є частиною оцінки того, чи держава-член не виконує борговий критерій. Ця перевірка застосовує ту саму формулу зворотної перевірки для контрольного показника скорочення боргу (bbt), але тепер перевіряє, чи циклічно скориговане співвідношення боргу до ВВП (b*t) відповідає цьому розрахованому контрольному ліміту (bbt), відповідаючи рівнянню: b*t{\displaystyle \scriptscriptstyle \leq }bbt. Точна формула, використана для розрахунку циклічно скоригованого співвідношення боргу до ВВП для останнього завершеного року t з даними результатів (b*t), відображається у полі формули нижче.

- Якщо виконується лише одна з чотирьох кількісних вимог до боргу (включаючи першу, яка вимагає, щоб співвідношення боргу до ВВП було нижчим за 60% в останньому зареєстрованому фінансовому році): bt {\displaystyle \scriptscriptstyle \leq } 60% або bt {\displaystyle \scriptscriptstyle \leq } bbt або b*t {\displaystyle \scriptscriptstyle \leq } bbt або bt+2 {\displaystyle \scriptscriptstyle \leq } bbt+2, тоді держава-член буде оголошена такою, що перебуває в стані призупинення виконання правила боргового гальмування. В іншому випадку Комісія оголосить про існування «очевидного порушення» критерію боргу шляхом публікації звіту 126(3), який розслідує, чи було «очевидне порушення» «реальним» після врахування ряду дозволених винятків. Якщо у звіті 126(3) не буде встановлено жодних спеціальних «виключень щодо порушень» (тобто встановлення порушення боргу було спричинено виключно «пенсійними реформами, що покращують структуру», або «сплатою коштів фінансової допомоги механізмам фінансової стабільності», або «сплатою національних фондів до нового Європейського фонду стратегічних інвестицій», або «появою загальноєвропейської рецесії» ), тоді Комісія рекомендуватиме Раді відкрити EDP проти держави-члена щодо порушення боргу шляхом публікації звіту 126(6). Концепція Фіскального договору, однак, полягає в тому, що національне законодавство натомість має гарантувати автоматичне виправлення, яке буде впроваджено негайно, коли така потенційна ситуація 126(6) буде виявлена, щоб держава могла автоматично виправити її заздалегідь, щоб уникнути того, що Рада коли-небудь вирішить відкрити 126(6) EDP проти держави.
- Вищеописане правило боргового гальмування вже набуло чинності на рівні ЄС 13 грудня 2011 року як частина поправки Регламенту № 1177/2011 до Регламенту ЄС № 1467/97, запровадженої реформою шести пакетів. Оскільки це також невід’ємна частина Фіскального пакту, підписантам пропонується посилатися на існуючу версію «Регламенту № 1467/97», коли вони імплементують це правило у національне законодавство.
- З міркувань перехідного періоду регламент надав усім 23 державам-членам ЄС, у яких у листопаді 2011 року триває EDP, 3-річний період звільнення для дотримання цього правила, який почнеться в рік, коли держава-член скасує свій EDP 2011. Наприклад, Ірландія буде зобов’язана виконувати нове правило боргового гальмування лише в 2019 році, якщо вона, як очікується, вдасться виправити свій EDP у 2015 фінансовому році – тоді офіційне скасування EDP відбудеться в 2016 році. Протягом років, коли 23 країни-члени звільнені від дотримання нового правила боргового гальмування, вони все ще зобов’язані дотримуватися старого правила боргового гальмування, яке вимагає, щоб відношення боргу до ВВП, що перевищує 60%, було «достатньо зменшено», що означає, що воно повинно наближатися до базового значення в 60% із «задовільною швидкістю», гарантуючи, що воно зможе виконати вимогу скорочення боргу. нового правила боргового гальмування через три роки після скасування його EDP. Цей спеціальний перехідний «задовільний темп» розраховується Комісією окремо для кожного із зацікавлених штатів і публікується їм у формі цифри для: Щорічної необхідної мінімальної лінійної структурної коригування (MLSA) дефіциту в кожному з 3 років перехідного періоду – забезпечення дотримання нового правила боргового гальмування до кінця перехідного періоду.

- Механізм автоматичної корекції: якщо стає зрозуміло, що фіскальна реальність не відповідає «правилу збалансованого бюджету», що має місце, коли спостерігається «значне відхилення» від СЦ або шляху коригування до неї, тоді слід запустити автоматичний механізм корекції. Точне впровадження цього механізму визначатиметься окремо кожною державою-членом, але воно має відповідати основним принципам, викладеним у директиві, опублікованій Європейською комісією. Ця директива була опублікована в червні 2012 року та окреслила загальні принципи ролі та незалежності інституцій (таких як Фіскальна консультативна рада), відповідальних на національному рівні за моніторинг дотримання правил, що є одним із ключових елементів для забезпечення того, що «механізм автоматичного коригування» дійсно буде працювати. Директива також окреслила характер, розмір і часові рамки коригувальних дій, які мають бути вжиті за звичайних обставин, а також те, як здійснювати виправлення для держав, які підпадають під «виняткові обставини».[11]
  - Корекція дефіцитних відхилень: якщо значне відхилення (більше ніж 0,5% ВВП) від СЦ або шляху коригування до неї спостерігається на основі загальної оцінки зі структурним балансом як еталон (включно з аналізом «еталонного показника витрат»), автоматичний механізм корекції має негайно виправити ситуацію шляхом впровадження контрзаходів, які діють через короткий проміжок часу, якщо тільки відхилення не було викликано «надзвичайними подіями поза контролем держава-член» або настання «серйозного економічного спаду».[50][56] У червні 2014 року Рада схвалила наведений нижче метод для оцінки того, чи вживалися «ефективні дії» протягом останніх двох років державою з відкритим поточним ПДП, який перевіряється, щоб з’ясувати, чи вдалося державі дотримуватися необхідного «шляху коригування до дотримання свого середнього цільового завдання» чи слід було запровадити додаткові коригувальні заходи за допомогою механізму автоматичної корекції протягом періоду: Оцінка починається з порівняння цільового загального дефіциту та рекомендованого покращення структурного балансу, як повідомляється в останній рекомендації Ради державі, з основним дефіцитом і очевидними фіскальними зусиллями, виміряними зміною структурного балансу бюджету. Якщо цього не буде досягнуто, Комісія проведе «ретельний аналіз» на основі (1) низхідної оцінки скоригованої зміни структурного балансу (з поправкою на: (i) вплив перегляду потенційного зростання ВВП порівняно зі сценарієм зростання, що лежить в основі рекомендації Ради, (ii) вплив надходжень/дефіциту надходжень відносно тих, що використовуються в базовому сценарії, і (iii) негативний вплив переходу на ESA 2010 щодо вартості податкових кредитів) і (2) висхідна оцінка заходів консолідації, вжитих органами влади за відповідний період (яка відрізняється від скоригованої низхідної оцінки обчисленням зусиль структурної перебудови, на які не впливають потенційні зміни процентних ставок державного боргу та потенційні зміни дефлятора ВВП – порівняно з прогнозними цифрами, використаними в базовому сценарії в попередньому 126(7) звіт із закликом до «ефективних дій для подолання надмірного дефіциту»). У випадку, якщо обидва (1)+(2) повертають дефіцит для цільових покращень структурного дефіциту, вважатиметься, що держава не вжила необхідної кількості коригувальних заходів, що дорівнює запуску звіту 126(9), який вимагає вжиття негайних ефективних заходів для компенсації зареєстрованого дефіциту.[57]

Якщо держава-член перед набуттям чинності цією угодою мала структурний дефіцит, що перевищує її СЦ, від такої держави не вимагатиметься негайно виправляти це до ліміту СЦ, але вона повинна дотримуватися «шляху коригування» для досягнення своєї ССП для конкретної країни, як зазначено в останньому звіті про стабільність/конвергенцію, який підлягає затвердженню Європейською Комісією та публікується щорічно в квітні. Шлях коригування для досягнення середньорічної мети передбачатиме щонайменше щорічне покращення структурного дефіциту на 0,5% ВВП. MTO відображає максимальний середній структурний дефіцит на рік, який країна може дозволити собі в середньостроковій перспективі, якщо орієнтуватися на те, що відношення боргу до ВВП має підтримуватися на рівні нижче 60% протягом наступних п’ятдесяти років, що означає, що через наявність демографічних дивідендів, пов’язаних із віком, це може означати, що деякі штати повинні вводити більш суворі середньострокові показники профіциту протягом десятиліть, коли пенсіонери похилого віку становлять низький відсоток. населення (щоб держава могла здійснювати ранні безперервні заощадження для вирішення проблеми збільшення витрат, пов’язаних зі старінням, у наступні десятиліття) – з наступними менш суворими дефіцитними ССО протягом десятиліть, коли все навпаки.
- Програми економічного партнерства: Держави-члени, які мають процедуру надмірного дефіциту (EDP), відкриту після того, як угода набере чинності, повинні подати до комісії та ради програму економічного партнерства (EPP) для схвалення, в якій детально описані необхідні структурні реформи для забезпечення ефективного та тривалого виправлення надмірного дефіциту. Це має бути зроблено через кілька тижнів після того, як EDP буде повідомлено звітом 126(6). Якщо наданий EDP-термін для виправлення згодом буде подовжено, держава одночасно буде зобов’язана подати нову оновлену програму. Виконання програми та відповідних до неї річних бюджетних планів контролюється не лише фіскальною консультативною радою штату, створеною угодою, але також комісією та радою. Основним інструментом, який використовується для моніторингу виконання державою своєї програми, є звіт про Національну програму реформ, який подається до Комісії щороку у квітні. Якщо держава, яка перебуває в рамках EDP, одночасно отримує користь від суверенної програми фінансової допомоги, вона не повинна подавати EPP, оскільки їх зміст уже буде охоплено умовним звітом Програми економічної адаптації. Звіт EAP оновлюється через регулярні проміжки часу, і виплата наступних траншів фінансової допомоги буде проведена лише в тому випадку, якщо буде зроблено висновок, що штат все ще продовжує виконувати свою умовну програму.
- Координація випуску боргових зобов’язань: з метою кращої координації планування випуску державного боргу між державами-членами, кожна держава повинна заздалегідь надати Європейській Комісії та Раді ЄС свої плани випуску державного боргу.
- Зобов’язання завжди підтримувати рекомендації EDP: Це положення стосується лише держав єврозони, які зобов’язуються під час зустрічей у форматі Ради завжди підтримувати схвалення пропозицій або рекомендацій щодо EDP, наданих Європейською комісією. Однак це зобов’язання не застосовується, якщо кваліфікована більшість держав єврозони виступає проти запропонованого або рекомендованого рішення.
- Впровадження «правила збалансованого бюджету» та «механізму автоматичного коригування» у національне законодавство: правило збалансованого бюджету та механізм автоматичного коригування мають бути включені в національну правову систему кожної держави на законодавчому рівні або вище не пізніше ніж через 12 місяців після того, як договір набув чинності для держави. Європейська комісія несе відповідальність за моніторинг цього та подає звіт про оцінку, який вперше заплановано на вересень 2015 року.[58][59] Якщо повідомляється, що будь-яка держава, юридично зв’язана фіскальними положеннями (розділ III договору), має невідповідний імплементаційний закон, або якщо будь-яка держава, яка ратифікувала закон, вважає, що імплементаційний закон іншої держави не відповідає вимогам після кінцевого терміну відповідності, тоді до Суду ЄС можна звернутися з проханням розглянути справу, і, якщо буде знайдено підтримку позову, він подасть рішення про виконання, встановлюючи кінцевий кінцевий термін виконання. Якщо невиконання триватиме після закінчення нового розширеного терміну, визначеного Судом ЄС, він може накласти штраф у розмірі до 0,1% ВВП проти відповідної держави. Штраф надходить до ESM, якщо оштрафовано державу єврозони, або до загального бюджету ЄС, якщо оштрафовано державу поза єврозоною.

### Розділ IV – Координація та конвергенція економічної політики
- Координація політики, спрямованої на підвищення конкурентоспроможності, зайнятості, стабільності державного бюджету та фінансової стабільності: усі держави, пов’язані цим положенням, повинні «спільно працювати над економічною політикою, яка сприяє належному функціонуванню економічного та валютного союзу та економічному зростанню шляхом посилення конвергенції та конкурентоспроможності». З цією метою кожна держава зобов’язана «вжити необхідних дій і заходів у всіх сферах, які мають важливе значення для належного функціонування зони євро для досягнення цілей сприяння конкурентоспроможності, сприяння зайнятості, подальшого внеску в стабільність державних фінансів і зміцнення фінансової стабільності». Держава звітує через свою щорічну національну програму реформ, наскільки її економічна політика відповідає цьому положенню, тоді як Комісія та Рада згодом публікують свій юридично необов’язковий висновок, якщо вжиті дії вважаються достатніми або недостатніми.[60] Як таке, можна стверджувати, що це правило подібне до зобов’язань у пакті «Євро плюс».[61]
- Координація та обговорення планів економічних реформ: з метою роботи над більш узгодженою економічною політикою всі основні реформи економічної політики, які планує держава-член, повинні обговорюватися попередньо та, якщо це доцільно, координуватися між усіма державами, пов’язаними Розділом IV. Будь-яка така координація має залучати інституції Європейського Союзу. З цією метою в липні 2014 року було здійснено пілотний проект, який рекомендував структуру попередньої координації (EAC), яка ще має бути розроблена, доповнювати інструменти, які вже використовуються в рамках Європейського семестру, і базуватися на принципі «добровільної участі та необов’язкових результатів», а результатом буде швидше політично схвалена необов’язкова «консультативна записка», подана національному парламенту. (що потім може бути взято до відома, як частина їхнього процесу завершення та вдосконалення дизайну їхньої головної економічної реформи, що розробляється).[62] Як таке, можна стверджувати, що це правило схоже на раніше прийняте зобов’язання в пакті «Євро плюс», згідно з яким кожна держава-член зобов’язалася виносити будь-які «великі пропозиції щодо економічної реформи з потенційними побічними ефектами» на необов’язкові попередні консультації зі своїми партнерами по «Євро плюс».[61]
- Покращена фіскальна координація та розширена співпраця: Договірні сторони зобов’язуються «активно використовувати, коли це доцільно та необхідно» двох додаткових інструментів:

1. «Заходи, специфічні для тих держав-членів, валютою яких є євро, як передбачено статтею 136 ДФЄС » (що стосується вже існуючих розширених і суворіших правил Пакту про стабільність і зростання, що застосовуються лише для держав-членів єврозони – тобто Регламент із двох пакетів, а також прийняття частини Загальних керівних принципів економічної політики, які стосуються єврозони в цілому та застосовуються лише до держав-членів єврозони – на основі статті 121(2) ДФЄС – наразі відображено в «керівному принципі 3» Інтегрованих керівних принципів «Європа 2020»)
2. «Поглиблене співробітництво, як це передбачено існуючою статтею 20 Договору про Європейський Союз ... з питань, які мають важливе значення для належного функціонування єврозони без підриву внутрішнього ринку».

### Розділ V – Управління Єврозоною
- Зустрічі для політичного управління: Розділ V договору передбачає проведення самітів єврозони принаймні двічі на рік під головуванням президента євросаміту, який призначається країнами єврозони на термін, що збігається з повноваженнями президента Європейської ради. Серед учасників зустрічі – усі глави держав єврозони та президент Європейської комісії, а також запрошений президент Європейського центрального банку. Порядок денний самітів обмежується "питаннями, що стосуються конкретних обов'язків, які Договірні сторони, валютою яких є євро, поділяють щодо єдиної валюти, іншими питаннями, що стосуються управління зоною євро та правилами, які до неї застосовуються, а також стратегічними орієнтаціями для проведення економічної політики для збільшення конвергенції в зоні євро". Усі глави держав із країн поза єврозоною, які ратифікували договір, також запрошуються взяти участь у зустрічах з питань порядку денного, пов’язаних із «конкурентоспроможністю для Договірних сторін, зміною глобальної архітектури єврозони та фундаментальних правил, які застосовуватимуться до неї в майбутньому, а також, коли це доцільно та принаймні раз на рік, в обговореннях конкретних питань імплементації цього Договору». Єврогрупі було доручено підготувати та провести подальшу роботу між самітами Євросоюзу, і з цією метою президент Єврогрупи також може бути запрошений для участі в самітах.

Фіскальний договір доповнює існуючі правила ЄС для Пакту про стабільність і зростання (розширений Розділом III), координації економічної політики (розширений Розділом IV) і управління в рамках ЄВС (Розділ V офіційно регламентує існуючі зустрічі єврозони на вищому рівні). Нарешті, існує зв’язок із Європейським механізмом стабільності, який вимагає від держав-членів ратифікувати та імплементувати Фіскальний пакт у національне законодавство як передумову для отримання фінансової підтримки.

### Пакт про стабільність і зростання
Фіскальні положення, запроваджені Угодою про фіскальний договір (для тих держав, які юридично зобов'язані дотримуватися цих заходів), функціонують як доповнення до регламенту Пакту про стабільність і зростання (ПСП). Регламент ПСП застосовується до всіх країн-членів ЄС і був розроблений для того, щоб забезпечити відповідність річних бюджетних планів кожної країни встановленим ПСП обмеженням щодо дефіциту та боргу (або скорочення боргу). Контроль за дотриманням цих вимог здійснюють Європейська Комісія та Рада ЄС. Як тільки вважається, що країна-член порушує 3-відсотковий ліміт бюджетного дефіциту або не дотримується правил щодо рівня боргу, Комісія ініціює Процедуру надмірного дефіциту (EDP) і подає пропозицію щодо контрзаходів для країни-члена, щоб виправити ситуацію. Контрзаходи будуть окреслені лише в загальних рисах, визначаючи розмір та часові рамки необхідних коригувальних дій, які мають бути здійснені, беручи до уваги специфічні для країни ризики для фіскальної стійкості. Прогрес у досягненні середньострокової бюджетної цілі (MTO) кожної окремої держави оцінюється на основі загальної оцінки зі структурним балансом як орієнтиром, включаючи аналіз видатків за вирахуванням дискреційних заходів доходів. Якщо держава-член єврозони неодноразово порушує свій «шлях пристосування» до дотримання середньорічного завдання держави та фіскальних обмежень, визначених ПСР, тоді Комісія може оштрафувати державу на відсоток від її ВВП. Такі штрафи можуть бути відхилені, лише якщо Рада згодом проголосує проти штрафу кваліфікованою більшістю 2/3. Країни-члени ЄС за межами єврозони не можуть бути оштрафовані за порушення фіскальних правил.

## Ратифікація та виконання
У грудні 2012 року Фінляндія стала дванадцятою країною єврозони, яка ратифікувала договір, таким чином він набув чинності 1 січня 2013 року. Для наступних ратифікаторів Конвенція набуває чинності в перший день місяця, що настає після здачі на зберігання ратифікаційної грамоти. Словаччина стала учасником договору 1 лютого 2013 року, як і Угорщина, Люксембург і Швеція 1 червня 2013 року, Мальта 1 липня 2013 року, Польща 1 вересня 2013 року, Нідерланди 1 листопада 2013 року, Болгарія 1 лютого 2014 року та остання підписана Бельгія 1 квітня 2014 року. Держави, що не входять до єврозони, Данія та Румунія оголосили про повне зобов’язання. Фіскальне положення Латвії було зобов’язане 1 січня 2014 року, коли вона прийняла євро. Хорватія, яка приєдналася до ЄС у липні 2013 року, також приєдналася до Фіскального договору 7 березня 2018 року, як і Чехія 3 квітня 2019 року.
25 країн подали закони на ратифікацію договору відповідно до стандартної парламентської процедури ратифікації. На Кіпрі ратифікація була здійснена урядовим декретом без залучення парламенту. В Ірландії був проведений референдум для схвалення поправки до конституції, яка уповноважила уряд ратифікувати договір.

### Процес ратифікації
Після того, як країна завершила внутрішню ратифікацію, вона повинна здати ратифікаційну грамоту на зберігання депозитарію (Генеральному секретаріату Ради Європейського Союзу), щоб завершити процес. Якщо до конституційного суду подається юридична скарга, це може затримати депонування і ратифікацію, або навіть зупинити їх, якщо суд задовольнить скаргу. У наведеному нижче списку підсумовано хід ратифікаційного процесу.
- Бельгія: 14 березня 2012 року члени опозиції подали до Палати представників пропозицію про проведення референдуму щодо договору.[66] Подібну пропозицію було подано до Сенату 9 травня[67], але референдум не був проведений.
- Хорватія: після вступу до ЄС 1 липня 2013 року Хорватія отримала право приєднатися до Фіскального договору, що вона й зробила в березні 2018 року.
- Чехія: уряд Чехії не підписав угоду в 2012 році,[42] частково через заперечення щодо збільшення зобов’язань і через те, що державам, які не входять до єврозони, не було надано статус спостерігачів на всіх зустрічах Єврогрупи та Євросамітів.[68] Тодішній прем’єр-міністр Чехії Петр Нечас також стверджував, що не існує жодного морального зобов’язання для країн, які платять чисті, фінансово здорових за межами єврозони, таких як Чехія, ратифікувати угоду про фіскальну відповідальність.[68] Також існувала невизначеність щодо внутрішнього процесу ратифікації, коли тодішній президент Вацлав Клаус, переконаний євроскептик, заявив, що не дасть згоди на договір.[69] Однак Нечас заявив, що його країна може приєднатися в майбутньому.[43] Під час переговорів щодо угоди Громадянська демократична партія (ODS), яку очолював Нечас, запропонувала провести референдум, щоб вирішити, чи ратифікувала країна угоду, тоді як їхній молодший партнер по коаліції, TOP 09, виступив проти цієї ідеї та хотів лише схвалення угоди парламентом.[70]

14 лютого 2018 року перший кабінет Андрея Бабіша, який прийняв повноваження після виборів у жовтні 2017 року, схвалив Фіскальний пакт і направив його до Палати депутатів. Законопроєктом пропонувалося, щоб Чехія приєдналася, не роблячи заяви про обов’язковість розділів III або IV. Після схвалення ратифікації договору Палатою депутатів і Сенатом президент Земан підписав лист про приєднання до договору 6 березня 2019 року.
- Франція: Президент Франції Франсуа Олланд під час президентської виборчої кампанії 2012 року пообіцяв, що ратифікує Фіскальний договір лише в тому випадку, якщо Європейська Рада погодиться на додатковий «Пакт зростання». Після того, як 29 червня 2012 року було ухвалено «Договір про зростання та робочі місця», об'єднаний законопроект про «Фіскальний договір» та «Пакт зростання», отримавши підтримку французького уряду та президента, був ухвалений обома палатами Національних зборів.[74][75]
- Німеччина: Ратифікація була призупинена через скаргу до Федерального конституційного суду щодо відповідності Фіскальної угоди Основному закону Німеччини. Однак 12 вересня 2012 року суд відхилив усі заяви про заборону ратифікації договору, а 18 березня суд оприлюднив своє рішення, в якому визнав, що всі скарги на Фіскальну угоду були або неприйнятними, або необґрунтованими.[76][77][78]
- Ірландія: На референдумі було схвалено поправку до Конституції, яка уповноважила уряд ратифікувати Фіскальний договір. Однак уряд вирішив дочекатися прийняття законопроекту про фіскальну відповідальність 2012 року, який імплементував положення договору в національне законодавство, перш ніж формально завершити ратифікацію договору.[79]
- Польща: 20 народних депутатів подали пропозицію 31 січня 2012 року із закликом до парламенту призначити референдум щодо ратифікації Фіскальної угоди, але ця пропозиція так і не була проголосована.[80]  5 грудня законопроект про ратифікацію Фіскальної угоди був поданий до парламенту[1] з доданою юридичною оцінкою, в якій зазначалося, що для ратифікації потрібна лише проста більшість голосів в обох палатах, а не конституційна більшість у 2/3. У березні депутати Сейму від опозиційної партії «Право і справедливість» (PiS) оскаржили ратифікацію Фіскальної угоди в Конституційному трибуналі Республіки Польща, перерахувавши 14 порушень польської Конституції.[81] Вони стверджували, що для ратифікації Договору необхідна більшість у дві третини голосів і що текст договору є несумісним з Конституцією.[82] На початку квітня сенатори ПіС подали окрему скаргу, стверджуючи, що їм не було надано достатньо часу для розгляду питання про ратифікацію Угоди,[1] хоча згодом суд об'єднав її з первинною справою. 21 травня 2013 року Трибунал відхилив обидві скарги на процедурних підставах, стверджуючи, що договір не був повністю ратифікований Польщею, а отже, його конституційність ще не може бути оскаржена і оцінена.[83]

### Набрання чинности, застосування та виконання
Положення щодо управління (Розділ V) застосовуються до всіх підписантів з моменту набрання чинности договором 1 січня 2013 року. Для членів єврозони, які ратифікували, договір застосовується в повному обсязі відповідно до статті 14. Держави, що не входять до єврозони, автоматично стануть пов’язаними всіма положеннями договору з моменту прийняття євро. До цього на них поширювався лише Розділ V, якщо тільки вони з власної ініціативи не зроблять заяву депозитарію про те, що "раніше будуть зобов'язані всіма або частиною положень Розділів III і IV".

У лютому 2017 року Європейська комісія прийняла звіт про транспозицію у відповідних 22 державах-членах.